# El origen perdido
El origen perdido es la cuarta novela de la escritora española Matilde Asensi, publicada por la Editorial Planeta en 2003.

## Sinopsis
El protagonista de la novela es Arnau, un empresario informático y hábil hacker de Barcelona. La acción se inicia tan pronto como Arnau es advertido de que su hermano Daniel, etnólogo y estudiante prometedor es llevado al hospital porque su esposa lo encontró delirante: dice que fue hallado muerto y enterrado. Los médicos le diagnostican agnosia y el síndrome de Cotard. Sin embargo, el tratamiento para curar la extraña enfermedad resulta inútil.
Arnau está convencido de que el deterioro mental de su hermano está relacionado con los estudios que estaba haciendo, referentes a la antigua lengua aimara y que Daniel ha sido alcanzado por una antigua maldición. Al investigar y documentar la obra de su hermano, Arnau descubre que ese idioma es diferente a todos los demás porque es perfecto y sigue un orden de modo que parece un lenguaje matemático de programación y tiene el poder para reprogramar la mente humana. Los descendientes de la antigua secta de los yatiris han sido los encargados de transmitir el conocimiento del poder de las palabras.
Junto con dos amigos, Marc y Lola (piratas informáticos brillantes), Arnau va a Bolivia para visitar las ruinas de la antigua ciudad de Tiahuanaco, donde encuentra a la jefa de Daniel y visita los mismos lugares familiarizados con la historia de los yatiris y su idioma. Inicialmente antagonista, la profesora se convierte en una importante aliada de Arnau en el viaje a las zonas peligrosas de la selva amazónica, donde los protagonistas buscarán el único remedio que puede curar a Daniel de la maldición.

## Influencia
La idea básica del libro, a saber, la existencia de un lenguaje arcaico perfecto, fue inspirada por el libro de Umberto Eco La búsqueda de la lengua perfecta en la cultura europea, que menciona el idioma aimara, por su estructura comparable a la de un lenguaje de ordenador. Además de en español, el libro ha sido publicada en italiano por la editorial Sonzogno.
La novela también podría haber estado influenciada por las expediciones al Madidi. Así, el historiador y periodista argentino Pablo Cingolani acusó en 2005 a Asensi de haber plagiado "el producto de sus investigaciones", particularmente de las expediciones al Madidi dirigidas por él. Carlos Reyés, de Planeta, mostró su "perplejidad ante las recientes actuaciones de don Pablo Cingolani y, en concreto, en relación a sus posicionamientos acerca del trabajo efectuado por doña Matilde Asensi en su libro El origen perdido" por cuanto, después de comparar los materiales del argentino con el capítulo IV de la novela de Asensi, no solamente no advirtió "indicio alguno de plagio, sino que ni tan siquiera constato un eventual derecho de cita". No obstante la conclusión de Reyés, el 8 de septiembre de 2005 la Cámara de Diputados de Bolivia aprobó "una declaración en virtud de la cual repudian a Editorial Planeta y a la escritora española Matilde Asensi por la utilización arbitraria de nombres y temas relacionados con la Expedición Madidi". Con anterioridad a las acusaciones de Cingolani, el periodista Raúl Cortés había señalado, en una crónica de EFE, las similitudes entre la novela y las investigaciones de argentino.